# Stätte des Kreuz-Tempels

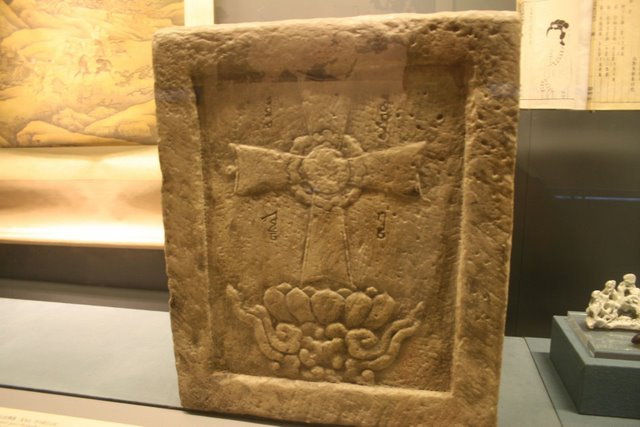
Nestorianische Inschrift im Kreuztempel

Die Stätte des Kreuz-Tempels, Stätte des Kreuz-Klosters oder Stätte des Shizi-Tempels usw. (Shizi si yizhi 十字寺遗址, englisch Cross Temple site/etc.) ist eine alte, in der Zeit der Mongolen-Dynastie geschaffene Stätte des in China als Jingjiao bezeichneten Nestorianismus. Sie befindet sich nordwestlich des Dorfes Chechang (车厂村) des Stadtunterbezirks Zhoukoudian (周口店镇) des südwestlichen Stadtbezirks Fangshan (房山区) der chinesischen Hauptstadt Peking. Der Kreuz-Tempel war eines der wenigen gut dokumentierten Sakralgebäude des Nestorianismus in China.
Die Gebäude sind heute nicht mehr erhalten. Der Tempel hatte drei Hallen, von denen lediglich Fundamente sowie zwei Stelen auf seinem Hof erhalten geblieben sind. Die Stätte steht seit 2006 auf der Liste der Denkmäler der Volksrepublik China (6-2).

## Geschichte
Der Nestorianismus gelangte während der Tang-Dynastie vom 7. bis zum 9. Jahrhundert nach China. Der ursprünglich buddhistische Tempel wurde in der Zeit der Jin-Dynastie erbaut, sein ursprünglicher Name war Chongsheng-Tempel (崇圣院,  Chongsheng yuan). In der Zeit der Tang-Dynastie wurde daraus ein nestorianischer Tempel. In der Yingli-Ära (952–958) der Liao-Dynastie wurde er restauriert und wurde wiederum zu einem buddhistischen Tempel. Im 18. Jahr der Zhizheng-Ära (1358) der Yuan-Dynastie wurde der Tempel ein weiteres Mal restauriert. Der letzte chinesische Mongolen-Kaiser Yuan Shundi (元顺帝) gab ihm den Namen Kreuz-Tempel (十字寺, englisch Cross Temple/Temple of the Cross/Shizisi Temple). Er wurde noch einmal zu einem Tempel des Nestorianismus. In den Ming- und Qing-Dynastien war er wieder buddhistisch.
Im Yunju-Kloster bzw. Yunju-Tempel (雲居寺 / 云居寺) in der Großgemeinde Dashiwo (大石窝镇) des gleichen Stadtbezirks wurden Inschriften aus dem nestorianischen (chin. Jingjiao) „Kreuzkloster“ (十字寺,  Shizisi, englisch Monastery of the Cross) aus der Zeit der Mongolen-Herrschaft entdeckt, die heute im Nanjing-Museum aufbewahrt werden.